# Емма Гамільтон (Ромні)
 «Емма Гамільтон» (Ромні) — умовна назва низки декоративних портретів Емми Лайон, відомішої як Леді Гамільтон, створених англійським художником Джорджем Ромні в 1782—1785 роках.

## Англійський портрет
Англійський портрет — особлива сторінка мистецтва Британії. Живопис не був сильною стороною мистецтва цієї країни. Якщо в інших країнах живопис швидко розвинувся і досях висот, як в Італії 16-17 століть чи Франції 17-18 го, в Британії національна школа складалася довго, помірно і не виробила яскравих зразків ні в релігійному, ні в історико-міфологічному жанрах. Довго складалася і національна традиція портретного жанру. Відсутність майстерних національних митців компенсували запошенням талановитих іноземних художників на працю в Лондон. В Англії працювали неанглійці Ганс Гольбейн, Рубенс, Антоніс Ван Дейк, Годфрі Неллер, Йосип ван Акен. І лише у 2-й половині 18 століття англійські майстри зрівнялися з майстрами-портретистами на континенті. Серед модних портретистів доби був і Джордж Ромні.

## Маски Емми Лайон

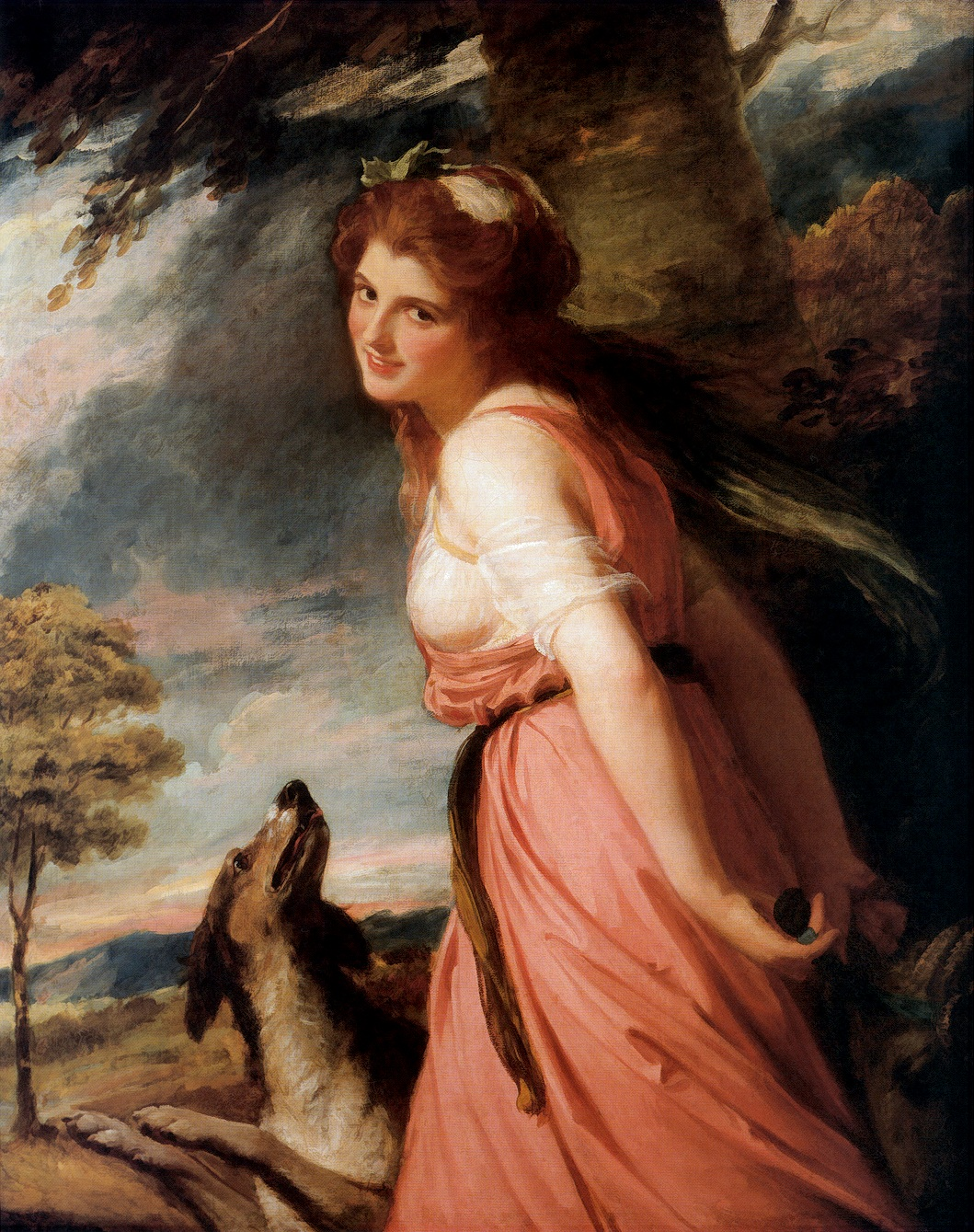
«Емма Харт як вакханка», 1785 р.

У 1782 році Джордж Ромні познайомився з скандально відомою красунею і коханкою багатьох чоловіків Еммою Лайон. Низка авантюр і спроб отримати багатого чловіка ще не позначилися погано на обличчі і фігурі моделі. А багата міміка і виразні танці обіцяли художнику натхнення і змогу створити велику кількість цікавих картин. На деякий час Емма Лайон стала улюбленою моделлю художника. І він дійсно створив значну кількість портретів — алегорій, портретів — масок вродливої жінки з авантюрною поведінкою. Емма вміла добре носити сукні, шалі, робила різні зачіски і представала то вакханкою, то Святою Цецилією, то спокусливою Венерою, що дозволяла Амуру розв'язати останню стрічку і оголити своє чарівне тіло. І художник, і модель добре знали, що це гра, але віддавалися грі щиро. Тому й картини вийшли незвичними. Декоративність полотен не погіршувала зовнішньо привабливий образ. Більшого художник і не прагнув. Хоча це була мрія, для якої не було місця в тодішній реальності.

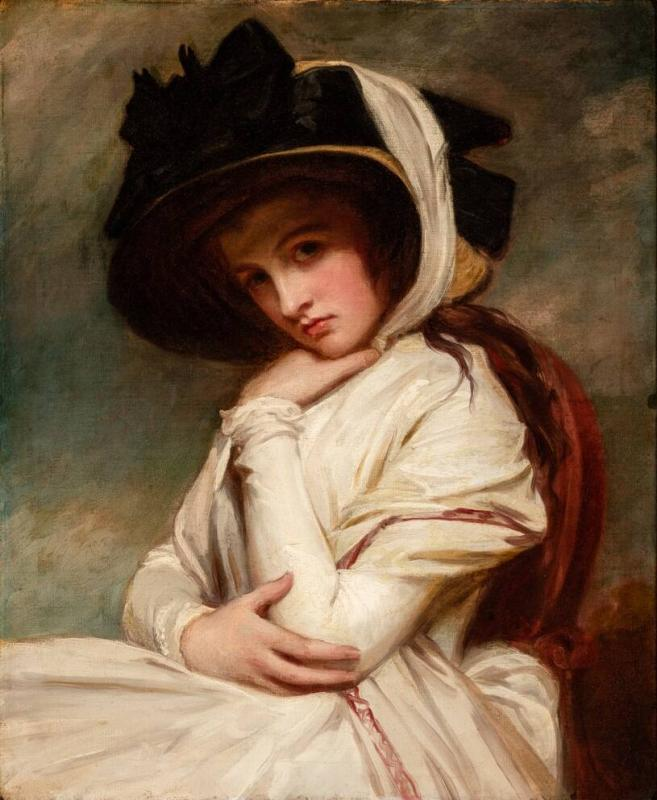
Сумна Емма в капелюшку з соломи
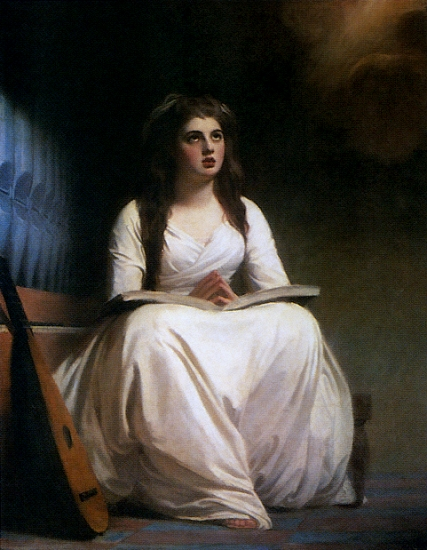
Емма як Свята Цецилія, покровителька музики
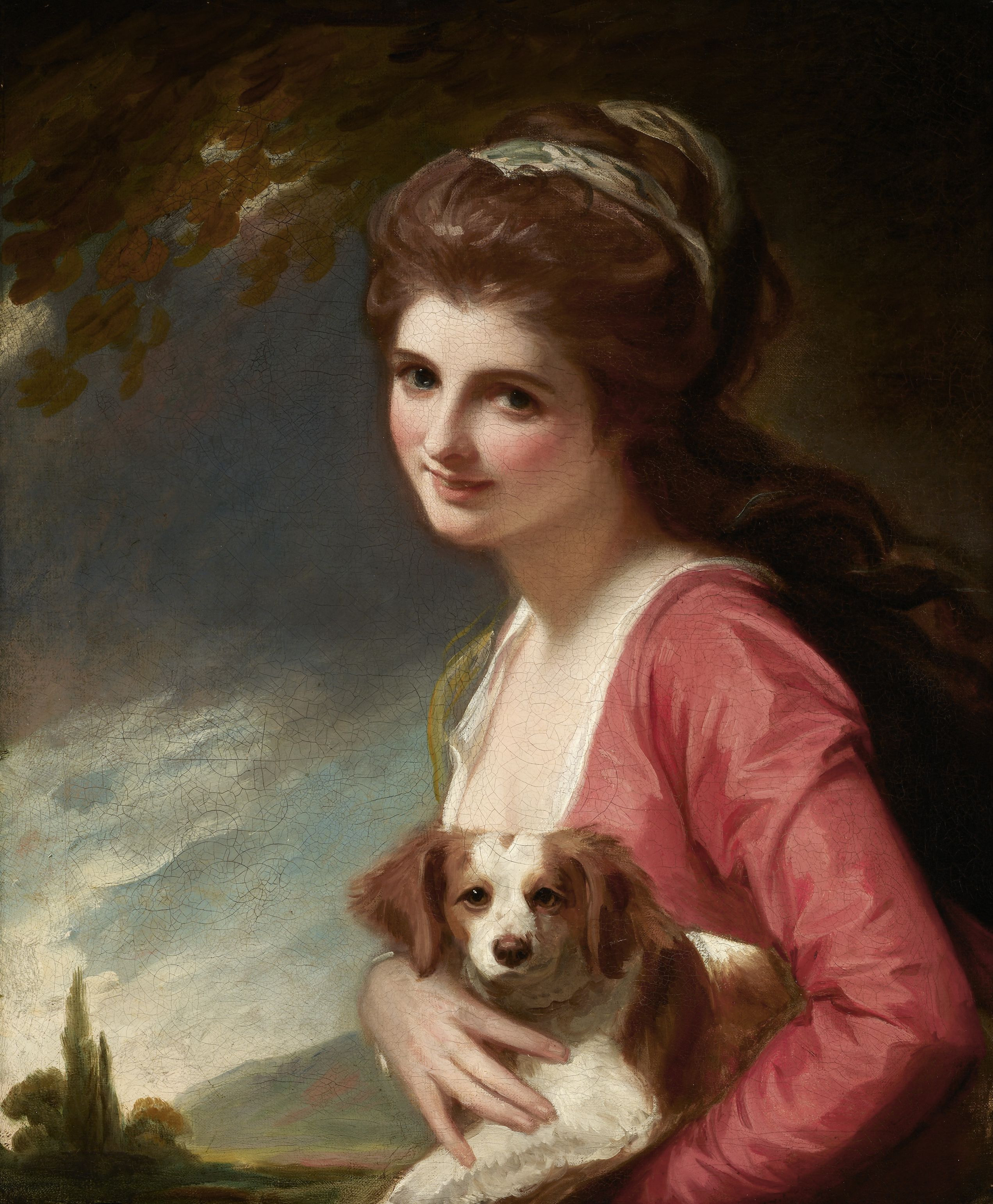
Емма з песиком
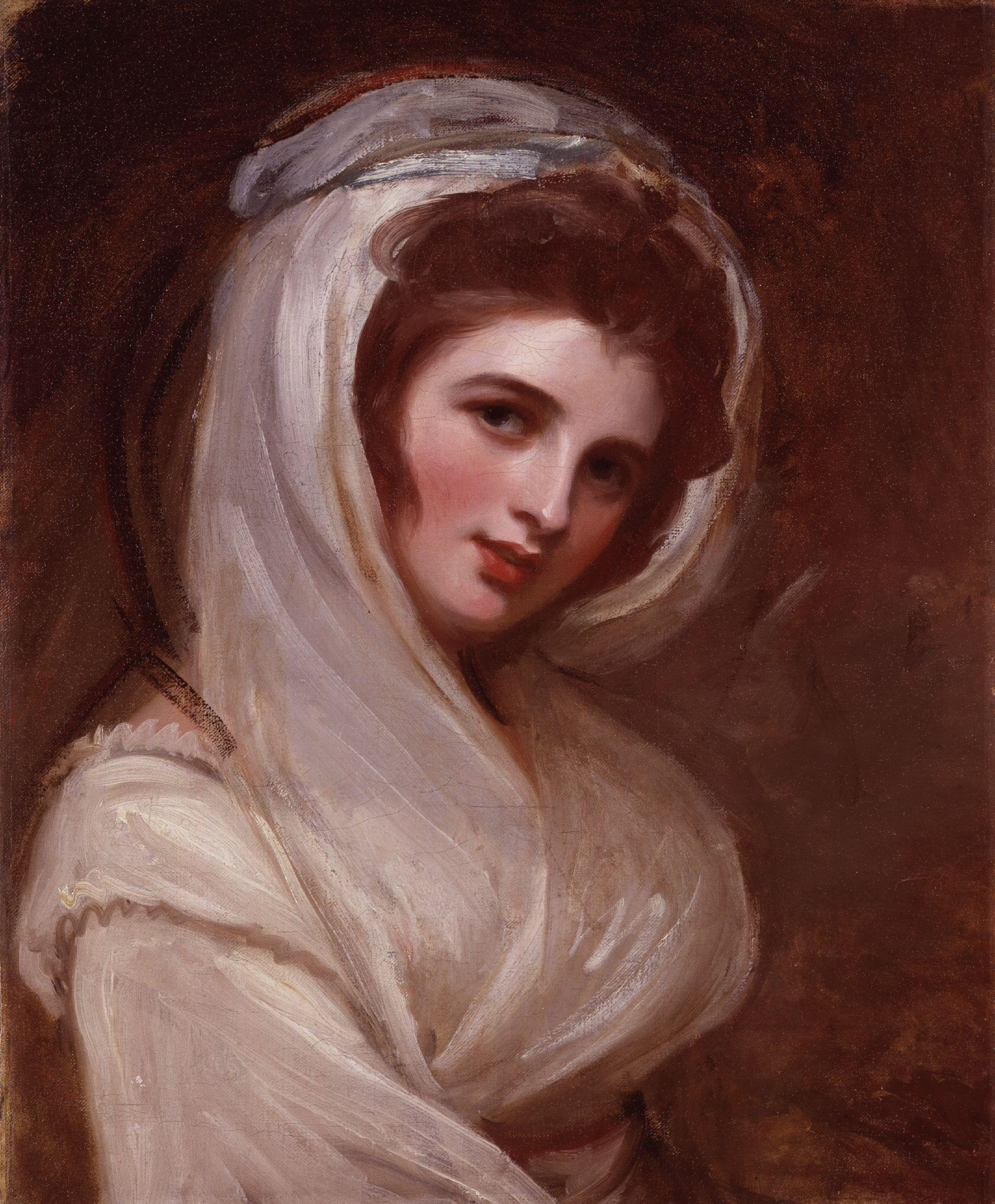
Емма в білій шалі